# Miguel Curiel
Miguel Ángel Curiel Arteaga (Lima, 23 marzo 1988) è un calciatore peruviano, attaccante del Santos de Nazca.

## Carriera
Ha giocato nella massima serie dei campionati peruviano e salvadoregno.